# 常電導リニア

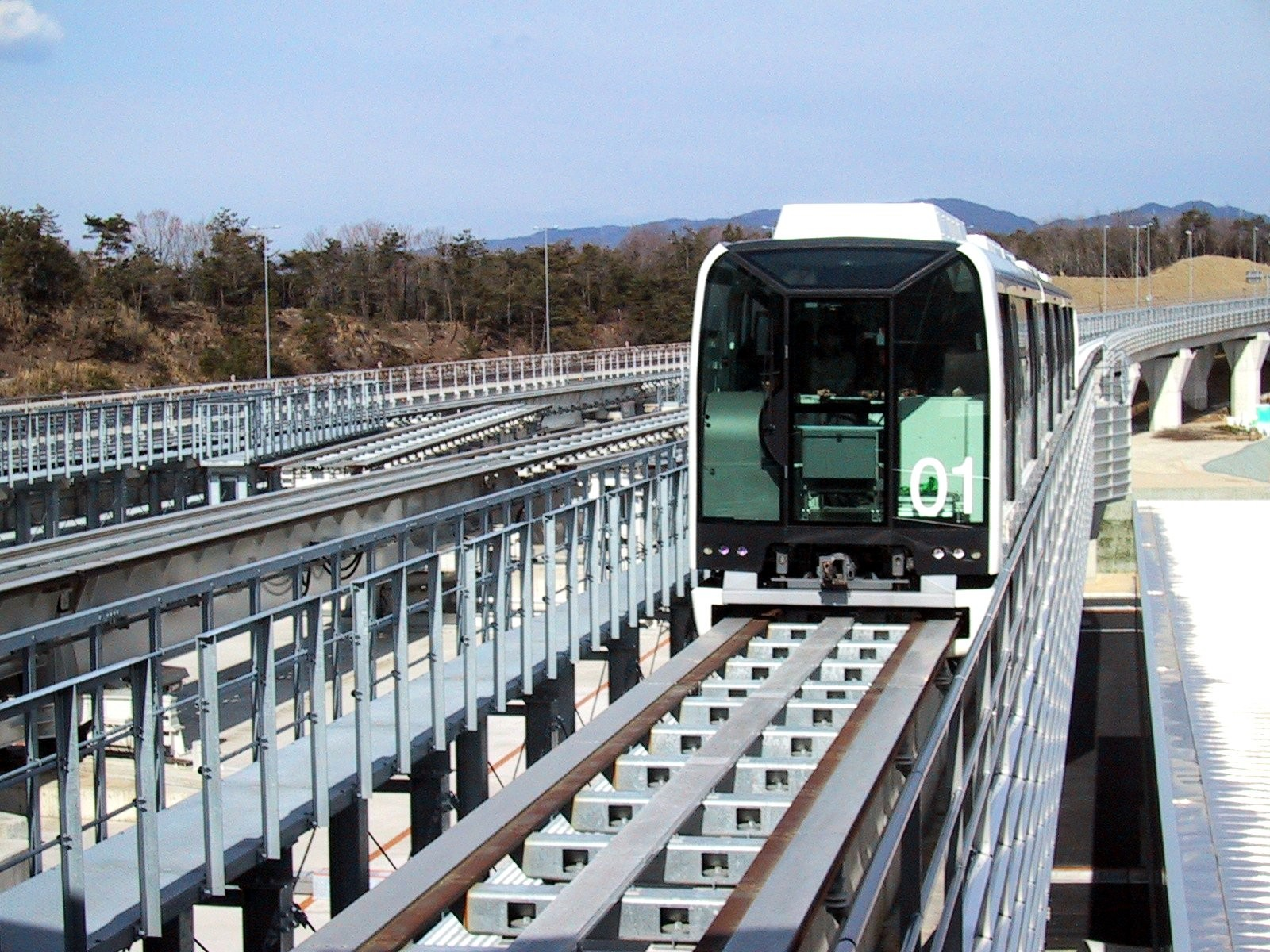
HSST - 愛知高速交通100形（リニモ）

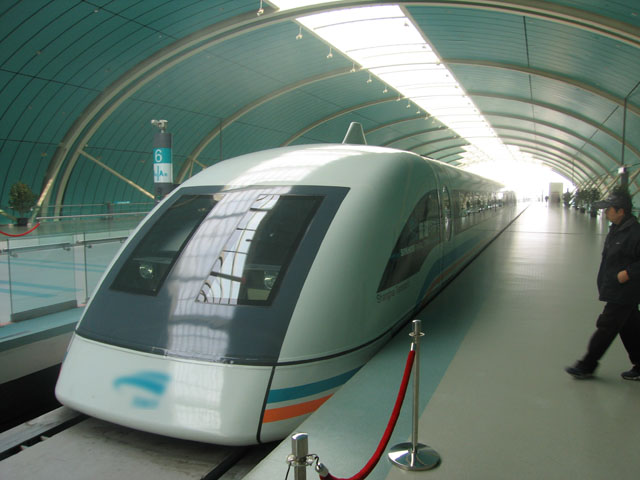
トランスラピッド（上海トランスラピッド）

常電導リニア(じょうでんどうリニア)とは、超電導リニアに対して、それに類似した磁気浮上式鉄道and・orリニアモーターカーだが超電導磁石ではなく超電導でない電磁石を利用してるものという意味で特に定義などなく便宜的に使われている表現であり、そのような分類（少なくとも明確な定義）は存在しない。

## 概要
超電導リニアの超伝導電磁石による誘導反発式磁気浮上とは異なり、一般的な電磁石による吸引力で浮上するため、強力な超伝導電磁石によって大きな浮上高（10cm）を得られる超電導リニアと比べ軌道との間隔が狭く、一般に浮上高は1cm程度である。リニアモーターによる推進については他のリニアモーターカーと基本的に同様である。
日本のHSSTが1970年代にロケットブースタを取り付け加速を補助して行った速度試験や、トランスラピッドの実験線および上海リニアで実際に運行されたように超高速度の乗り物としての利用も不可能ではないが、大きくない浮上高での高速走行には軌道を高精度に維持する必要があることなどもあり（超電導リニアが浮上高を10cmとした背景には地震のこともある）、最高速度を100km/h程度として、リニモのように新交通システムとして開業する例が多くなっている（推進だけでなく浮上にもエネルギーを必要とする効率の悪さなどの欠点と、ゴムタイヤの交換が無いなどの利点があり、通常の新交通システムとはいくつか性格が異なる）。

## 磁気浮上式鉄道
超電導を利用しない磁気浮上式鉄道については、「磁気浮上式鉄道」の記事のうち超電導を利用しないものについての記述を参照のこと。

## リニアモーターカー
超電導を利用しないリニアモーターカーについては、「リニアモーターカー」の記事のうち超電導を利用しないものについての記述を参照のこと。